# Torsö
Torsö er Vänerns største ø med et areal på 6.203 ha og ligger i den østlige del af søen i Mariestads skærgård i landskabet Västergötland.
Øen består af de to øer Torsö og Fågelö, som er vokset sammen på grund af digeanlægget fra slutningen af 1800-tallet. Dette var meget tydeligt under den store oversvømmelse vinteren 2000-2001, da den forhenværende søbund blev truet af vandet. Der findes mange badestrande på Torsö.
I november 1994 blev Torsöbroen, som går i en halvbue fra Sundsörn på fastlandet til Torsö, opført. 
Broen har en sejlfri højde på 18 m. Broen erstattede 19. november 1994 færgetrafikken, som havde været i gang siden 1932.
De fastboende Torsöboer kaldes for "Torsövargar.

## Kendte personer fra Torsö
- Rudolf Kjellén
- Olle Larsson